# ブリップバート
ブリップバート（英: Blipvert）は、1秒ないし数秒で終了する非常に短いテレビ・コマーシャルを指す言葉。George Stoneによって作られた用語である。 短い音を表すblip とadvert （advertisement ＝「広告」のイギリスでの略語）との混成語である。
この言葉と概念は、1985年のイギリスのSFテレビ映画 「Max Headroom: 20 Minutes into the Future」 およびそのドラマ化である1987年のテレビシリーズ「マックス・ヘッドルーム」で知られるようになった。このフィクションにおけるブリップバートとは高速再生で圧縮化された高密度の新型コマーシャルで、視聴者の感覚に作用し約3秒で終了する。通常の長さのコマーシャルの間にチャンネルを変えられることを防ぐため開発されたが、視聴者の身体に危害を与えるという物語設定である。

## 実際の圧縮広告の例

### アメリカのテレビコマーシャル
アメリカのマスターロック社は1974年の第8回スーパーボウルの試合放送で「（自社製品の）錠前を狙撃手が銃で撃ってテストしたところ、錠は傷ついたが開かなかった」という内容のCMを流して以来、錠前に銃弾が命中するシーンを同社CMの最後に入れて広告イメージとしていたが、1998年にはこの映像とロゴだけで終わる１秒CMを作っている。
ゼネラル・エレクトリック社は2006年5月に発表したキャンペーン「One Second Theater」で、コマーシャルの最後の1秒を使って通常の再生では視認できないフレーム単位の映像素材をボーナス・コンテンツとして加えた。これはデジタルビデオレコーダーのコマ送りを使って絵本のように読むことができるが、通常の速度で再生した場合には超高速で絵が切り替わるフラッシュ映像としか分からない。一見すると（映画「マックス・ヘッドルーム」に登場した）ブリップバートにも似ている。
ミラー社は2009年2月、第43回スーパーボウルの試合放送で1秒CMを流した。2006年からミラー・ハイライフ（同社の代表的商品のビール）のCMに出演していたウィンデル・ミドルブルックスが、ハイライフの箱で一杯の倉庫の上に立って「ハイライフ！」と素早く叫ぶ。

### 日本のテレビコマーシャル
日本のテレビコマーシャルにおいては5秒のスポットCM枠があり、1960年代前半には5秒ＣＭが盛んに放映され数々の流行語も生んだ。日本民間放送連盟の放送基準（2014年6月13日改正版）第18条では、その音声は3.5秒以内、21音節を標準としている。

### メールのブリップバート
2006年9月、セキュリティ研究者のRichi Jenningsは新種のスパムメールに関する言及で、ブリップバートという言葉を用いている。アニメーションGIFの画像を使い、"BUY BUY BUY" のメッセージが非常に短い間隔（10～40ミリ秒）でサブリミナル的に表示されるという。